# Jakob Dorch

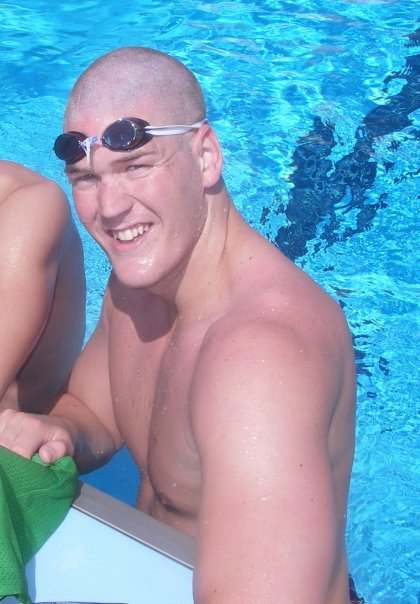
Jakob Dorch

Jakob Dorch, född 3 oktober 1985 i Linköping, är en svensk före detta tävlingssimmare. Han vann 8 SM-guld och 27 JSM-guld. Dorch har också innehaft de svenska rekorden på 50 och 100 m bröstsim kortbana samt nordiskt rekord på 100 m bröstsim.
Han deltog i världsmästerskapen i kortbanesimning 2010 i Dubai och i 2011 års världsmästerskap i Shanghai.
Även hans två år äldre bror, Erik Dorch, är före detta landslagssimmare och bröderna ingick båda i LASS lag som vann guld på 4×50 m medley vid kortbane-SM 2004, 2005 och 2006.